# Udalguri
Udalguri é uma cidade e uma town area committee no distrito de Darrang, no estado indiano de Assam.

## Geografia
Udalguri está localizada a 26° 46′ N, 92° 08′ L. Tem uma altitude média de 180 metros (590 pés).

## Demografia
Segundo o censo de 2001, Udalguri tinha uma população de 14 893 habitantes. Os indivíduos do sexo masculino constituem 52% da população e os do sexo feminino 48%. Udalguri tem uma taxa de literacia de 74%, superior à média nacional de 59,5%: a literacia no sexo masculino é de 80% e no sexo feminino é de 67%. Em Udalguri, 12% da população está abaixo dos 6 anos de idade.